# Алексияновка
Алексияновка — деревня в Гагаринском районе Смоленской области России. Входит в состав Самуйловского сельского поселения. Население — 2 жителя (2007 год). 
Расположена в северо-восточной части области в 24 км к северу от Гагарина, в 32 км севернее автодороги М1 «Беларусь», на берегу реки Тургоща. В 26 км южнее деревни расположена железнодорожная станция Гагарин на линии Москва — Минск. 

## История
В годы Великой Отечественной войны деревня была оккупирована гитлеровскими войсками в октябре 1941 года, освобождена в марте 1943 года.